# Tinténiac
Tinténiac (en bretó Tintenieg, en gal·ló Teintenyac) és un municipi francès, situat a la regió de Bretanya, al departament d'Ille i Vilaine. L'any 2006 tenia 3.079 habitants.

## Demografia
| 1962                                       | 1968  | 1975  | 1982  | 1990  | 1999  |
| ------------------------------------------ | ----- | ----- | ----- | ----- | ----- |
| 1.794                                      | 1.938 | 2.040 | 2.173 | 2.163 | 2.434 |
| Des de 1962: població sense dobles comptes |       |       |       |       |       |

## Administració
| Període   | Identitat       | Partit |
| --------- | --------------- | ------ |
| -1866     | Charles Provost |        |
| 1966-1995 | Jean Provost    |        |
| 1995-2001 | Roger Rebours   |        |
| 2001-     | Louis Rochefort |        |